# Taner Yalçın
Taner Yalçin est un footballeur germano-turc né le 18 février 1990 à Cologne. Il évolue actuellement au poste de milieu de terrain pour Elazığspor.